# Вяткіно (Каргапольський район)
Вя́ткіно (рос. Вяткино) — село у складі Каргапольського району Курганської області, Росія. Адміністративний центр Вяткінської сільської ради.
Населення — 539 осіб (2010, 516 у 2002).
Національний склад населення станом на 2002 рік: росіяни — 90 %.